# Pelletron
Een pelletron is een lineaire deeltjesversneller op basis van een elektrostatische generator.
De wijze waarop een elektrische lading wordt geaccumuleerd is overeenkomstig die van de vandegraaffgenerator. De band, die bij de vandegraaffgenerator vaak bestaat uit een flexibele kunststof of rubber, is bij het pelletron vervangen door een ketting van pellets. Pellets zijn korte, metalen buisjes die met elkaar verbonden zijn door een niet-geleidend staafje. Het systeem is vaak gesloten en gevuld met een goed isolerend gas.
Met een pelletron kunnen spanningen tot 30 megavolt worden bereikt, die vervolgens worden gebruikt om deeltjes te versnellen. Pelletrons staan bekend als stabiele en betrouwbare spanningsbronnen en worden toegepast in kernfysica en bij massaspectrometrie.  